# Ciąg zasilania
Ciąg zasilania – zespół elementów sieciowych sprzedawcy energii elektrycznej (linii, rozdzielni stacyjnych, transformatorów) w normalnym układzie pracy, poprzez które energia elektryczna dostarczana jest do urządzeń elektroenergetycznych odbiorcy. Żaden element jednego ciągu zasilania, z wyłączeniem układu SZR oraz łączników sprzęgłowych nie może wchodzić w skład drugiego i dalszych ciągów zasilania.